# Pasmo Łamanej Skały
Grupa Łamanej Skały – część Beskidu Małego znajdująca się w jego głównym grzbiecie na wschód od Grupy Kocierza i ciągnąca się po przełęcz Beskidek. Dalej na wschód (po dolinę Skawy) ciągnie się Masyw Leskowca. Do Grupy Łamanej Skały należy także odbiegające na południe Pasemko Łysiny ciągnące się od doliny Kocierzanki po Łamaną Skałę i będące największym bocznym odgałęzieniem. Na północną stronę Grupa Łamanej Skały tworzy kilka krótkich odgałęzień do doliny Wieprzówki. Takie ujęcie przedstawia przewodnik „Beskid Mały”.
Na mapie Compassu jest nazwa Pasmo Łamanej Skały. Obejmuje pasmo górskie ciągnące się od doliny Kocierki po dolinę Skawy na wschodzie. Tak rozumiane pasmo obejmuje więc Grupę Łamanej Skały oraz Masyw Leskowca.
Na południu Brama Kocońska oddziela to pasmo od Beskidu Makowskiego, pozostałe granice są umowne. Na północy przełęcz Kaczyńska oddziela Pasmo Łamanej Skały (lub Masyw Leskowca) od Pasma Bliźniaków, na zachodzie Przełęcz Kocierska od Grupy Kocierza.